# 水酸模黑粉菌
水酸模黑粉菌（学名：Ustilago warmingii）是属于黑粉菌目黑粉菌科黑粉菌属的一种真菌，寄生在水酸模上。该种分布于中国等地。